# 古兜山
古兜山，原称百峰山脈，西邊連接台山的北峰山，南到新會大广海湾经济区崖门镇崖南圍墾，東北到潭江南岸。古兜山雄偉，山深林密，峰巒起伏，主峰是獅子頭峰，海拔982米高，是五邑一大山峰。如今，古兜山又开办了度假旅游区就是现今的古兜溫泉度假村，吸引众多游客来到古兜观光游玩。

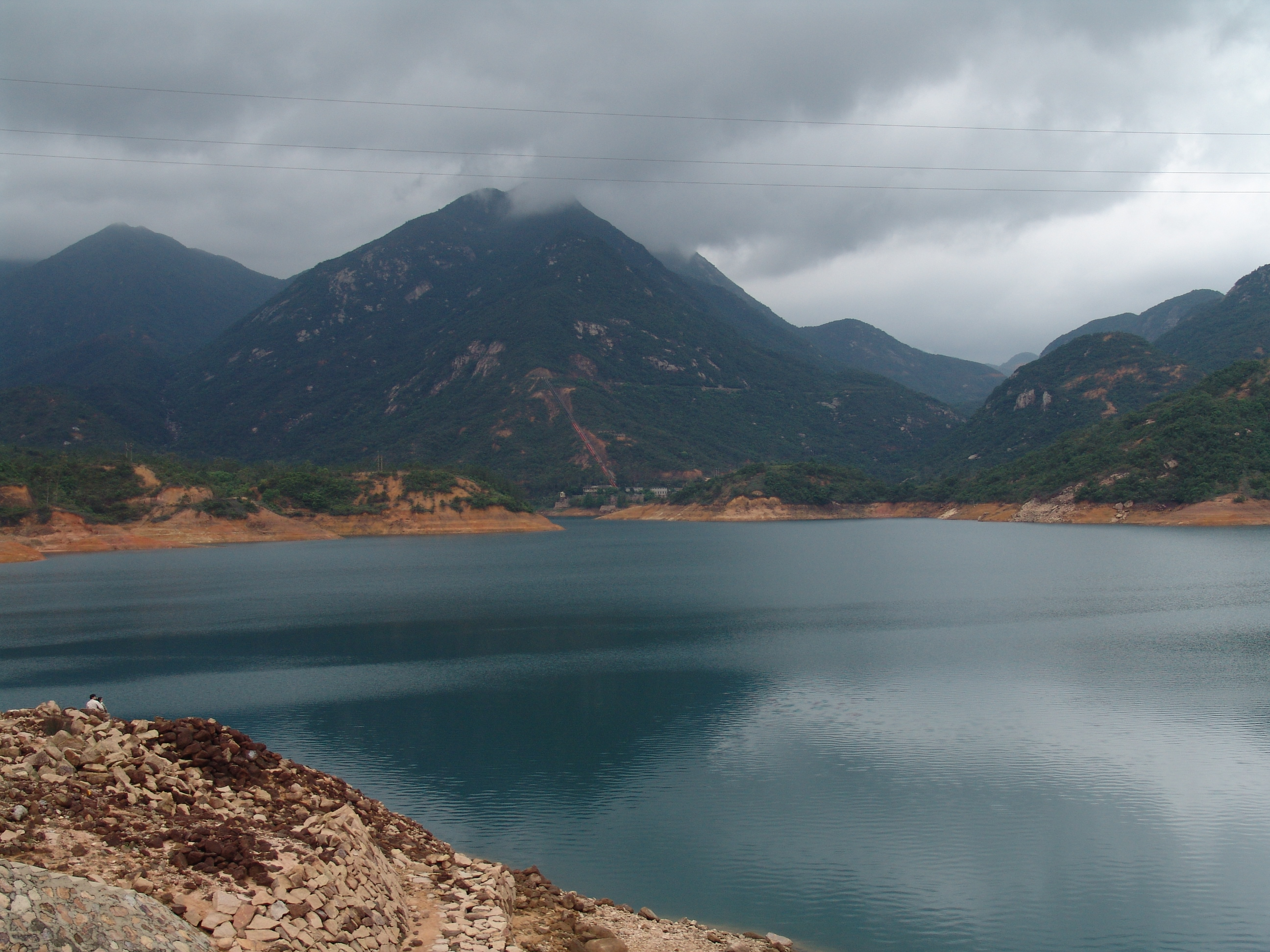
古兜山

## 水庫
在1970年代，當局為了利用古兜山水力資源，組織了數萬民兵，在古兜山興建11座水庫和17座水力發電站，供附近工業及農業用電。上游有東坑水庫、長壙水庫、掃桿壙水庫和新礦壙水庫。下游的東方紅水庫是古兜水庫群的最大水庫，集雨面積近30平方公里，壩頂高程43米，庫容2750萬立方米。
新會區市區(會城街道)的自來水以往是從潭江和西江抽取再進行處理。這兩條河的水質日益低下，當局便尋求解決方法。古兜山水庫群有38平方公里的集水區域，區內沒有人耕種居住，擁有大片自然的生態林，是優質水源，水庫水更可以直接飲用。而且古兜山水庫群一直以來只是用作水力發電。於是當局便把古兜水庫的水引至60公里外的市區，供市區的市民作食水使用。

## 自然保护区
2001年，古兜山被认定为省级自然保护区，保护区面积117.5302平方公里。保护区以保护季风常绿阔叶林、珍稀濒危动植物及其自然环境为主要任务，集保护管理、科学研究、科普教育和生物、景观资源持续利用等功能于一体的综合型自然保护区，被誉为“广东省物种宝库”。据科学考察数据发现，保护区内共有重点保护野生动物50种（世界自然保护联盟濒危物种红色名录1种（如中华秋沙鸭），种国家一级重点保护动物2种，国家二级重点保护动物27种）；重点保护野生植物54种（国家一级重点保护野生植物2种（如紫纹兜兰等），国家二级保护野生植物43种）。

## 單眼英傳說
傳說1910年代有一帮山賊生活在古兜山里山寨，包括台山賊幫陳祝三、葉蘭初，有一次洗劫廣海同海晏一帶，捉了一個女人當壓寨夫人。他最後成為了古兜山傳奇人物「單眼英」。單眼英為人兇悍、殘忍、心狠手辣、詭計多端，先殺賊頭陳祝三、葉蘭初。自立為賊婆。發展地盤，招兵買馬，聚眾過千，洗劫台山、廣海，綁票、勒索，騎劫商船、收保護費等等。在古兜山用劏人石来进行酷刑。

## 文史
- 新會古兜山匪患史